# Szacowanie ryzyka
Szacowanie ryzyka – całościowy proces identyfikacji, analizy i oceny ryzyka.